# アンダーソン (サウスカロライナ州)
アンダーソン（Anderson）は、アメリカ合衆国サウスカロライナ州北西部の都市。アンダーソン郡の郡庁所在地である。人口は2万8106人（2020年）。グリーンビルの南西45kmに位置し、同市と共に「アップステート・サウスカロライナ」と呼ばれる地域の主要都市の1つ。

## 歴史

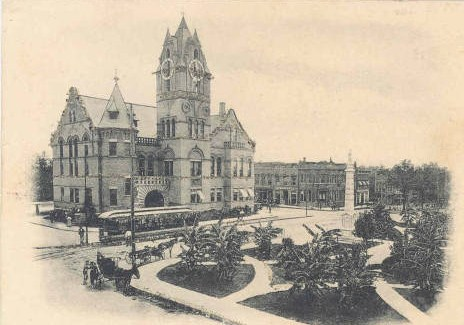
アンダーソン郡庁舎（1907年）

ヨーロッパ人の入植以前には、この一帯にネイティブ・アメリカンのチェロキー族が住み着いていた。1777年、デウィッツ・コーナー条約に従って、チェロキー族はこの地をサウスカロライナ州に割譲した。その当時は、この地はペンドルトン地区に属していたが、1826年にペンドルトン地区がアンダーソン郡とピケンズ郡に分割されると、それまでペンドルトン地区の中心的な町であったペンドルトンはアンダーソン郡の北端になり、ピケンズ郡との郡境に近かったため、アンダーソン郡の地理重心に近いこの地に郡庁舎が建てられ、その周囲にアンダーソン・コートハウスという町が形成されていった。これが今日のアンダーソン市の始まりであった。郡名と町名はともに、独立戦争で活躍したロバート・アンダーソンにちなんでつけられたものであった。その7年後、1833年12月19日に、アンダーソンはサウスカロライナ州議会の議決によって、正式に法人化された。
初期の移入者は、主にバージニア州やペンシルベニア州から移り住んだスコットランド系・アイルランド系の農民で、トウモロコシを栽培したり、豚を飼育したりしていた。やがて、トウモロコシはより収益性の高い綿花へと取って代わられていった。19世紀末になると、アンダーソンでは水力発電と送電網が確立され、電動の綿繰り機が使われるようになり、街には街灯が灯り、路面電車も走った。このことから、アンダーソンはElectric City（電気の街）と呼ばれるようになった。

## 地理
アンダーソンは北緯34度30分52秒 西経82度38分56秒 / 北緯34.51444度 西経82.64889度に位置している。グリーンビルからは南西へ約45km、ジョージア州オーガスタからは北へ約140km、アトランタからは北東へ約190kmである。市域はアパラチア山脈の東麓、ピードモント台地上に広がっている。市の標高は235mである。
アメリカ合衆国国勢調査局によると、アンダーソン市は総面積36.0km2（13.9mi2）である。そのうち35.7km2（13.8mi2）が陸地で0.3km2（0.1mi2）が水域である。総面積の0.07%が水域となっている。
アンダーソンの気候は、四季がはっきりしており、蒸し暑い夏、概ね温暖なものの時折寒くなる冬、および過ごしやすい春と秋に特徴付けられる。ケッペンの気候区分では、アンダーソンはアメリカ合衆国東海岸や南部に広く分布している温暖湿潤気候（Cfa）に属する。気候の詳細についてはグリーンビル (サウスカロライナ州)#気候も参照のこと。
アンダーソンのダウンタウンの通りは比較的整然と区画されている。東西に通る街路はメイン・ストリートを境にW（西）とE（東）に分かれている。南北に通る街路はホイットナー・ストリートを境にN（北）とS（南）に分かれている。ダウンタウン南部のメイン・ストリート沿いには19世紀後半に建てられたビクトリア様式やロマネスク・リバイバル様式、ボザール様式の建築物が建ち並んでおり、アンダーソン・ダウンタウン歴史地区として国家歴史登録財に指定されている。

## 政治
アンダーソンはシティー・マネージャー制を採っている。シティー・マネージャーは市議会の任命によって就任し、市の行政実務の最高責任者として、市職員の人事や市の予算案作成など、市の行政実務全般に責任を負う。また、シティー・マネージャーは借入金や投資などの財務・会計実務に責任を負う財務官を任命する。
市の立法機関である市議会は市長および8人の市議員から成っている。8人の市議員のうち6人は市を6つに分けた選挙区から1人ずつ選出され、残り2名が全市から選出される。市長は全市から選出される。市長・市議員とも、その任期は4年である。

## 交通
アンダーソンを含むアップステート・サウスカロライナの玄関口となる商業空港は、市の中心部から北西へ約60km、スパータンバーグとグリーンビルのほぼ中間に立地するグリーンビル・スパータンバーグ国際空港（IATA: GSP）である。同空港には3大航空会社（デルタ航空・ユナイテッド航空・アメリカン航空）の各ハブ空港からの便が就航しているほか、アレジアント航空によるフロリダ方面への便も発着している。アンダーソン郡内にも、市中心部の西約5.5kmにアンダーソン地域空港（IATA: AND）があるが、こちらはゼネラル・アビエーションと呼ばれる、自家用機やチャーター機、ビジネスジェットの発着が主になっている、規模の小さい空港である。
州間高速道路I-85は市の北を北東-南西に通っている。I-85はピードモント台地を貫く幹線で、北へはリッチモンドやシャーロットへ、南へはアトランタやモントゴメリーへと通じている。
アムトラックの駅はアンダーソンにはなく、最も近い駅は北西へ約30km離れたクレムソンとなる。クレムソンの駅にはグリーンビルやスパータンバーグと同様、ピードモント台地を貫いてニューヨークとニューオーリンズを結ぶクレセント号が北行、南行とも1日1便停車する。また、グレイハウンドのバスストップはサウスカロライナ州道81号線上、I-85への出入口の近くにあり、ダウンタウンからは北東へ約15km離れている。
市内の公共交通機関としては、ダウンタウンを起点に、市東部を循環するブルー・ルート、市西部および北西部を循環するグリーン・ルート、市北部へと向かうレッド・ルート、市南部を循環するゴールド・ルートの4系統の路線バスによってカバーされている。また、クレムソンの路線バス網であるキャットバスはアンダーソンへの路線を有しており、市北部のウォルマートでレッド・ルートと接続している。

## 教育

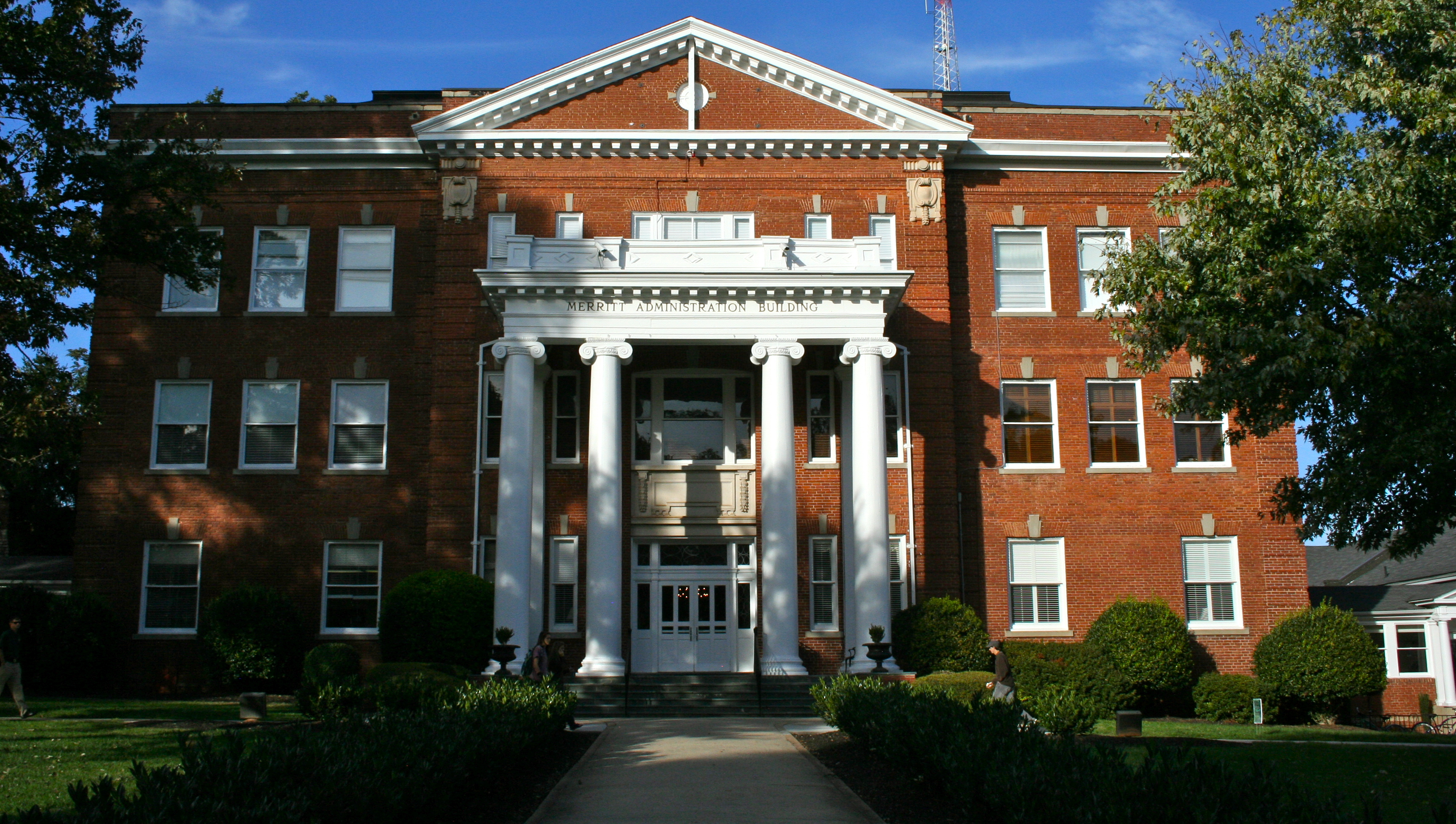
アンダーソン大学

アンダーソン大学はダウンタウンの北東に270エーカー（1,092,000m2）のキャンパスを構えている。同学は地元サウスカロライナのバプテスト教会が1911年に4年制の女子大学として創立した大学であったが、1930年に男女共学のジュニア・カレッジに移行した後、1989年に4年制大学へと再移行し、2005年に総合大学へと改組した。同学は8つの学部を有し、36の専攻、および25の副専攻プログラムを提供している。USニューズ&ワールド・レポート誌では、同学は南部の「地方区の大学」の中で25位以内に入る評価を受けている。
アンダーソンにおけるK-12課程はアンダーソン郡公立学校システムの管轄下にある公立学校によって主に支えられている。同学区は5つの地区に分かれており、アンダーソン市域は第5地区に属している。第5地区は小学校11校、中学校5校、高校2校を有している。

## 人口動態
都市圏および広域都市圏の人口についてはグリーンビル (サウスカロライナ州)#都市圏人口を参照のこと。
以下にアンダーソン市における1860年から2010年までの市域人口の推移をグラフおよび表で示す。
| 統計年 | 人口     |
| ------ | -------- |
| 1860年 | 625人    |
| 1870年 | 1,432人  |
| 1880年 | 1,850人  |
| 1890年 | 3,018人  |
| 1900年 | 5,498人  |
| 1910年 | 9,654人  |
| 1920年 | 10,570人 |
| 1930年 | 14,383人 |
| 1940年 | 19,424人 |
| 1950年 | 19,770人 |
| 1960年 | 41,316人 |
| 1970年 | 27,556人 |
| 1980年 | 27,546人 |
| 1990年 | 26,184人 |
| 2000年 | 25,514人 |
| 2010年 | 26,686人 |

## 姉妹都市
アンダーソンは以下1都市と姉妹都市提携を結んでいる。
- カリックファーガス（イギリス・北アイルランド）[16]

## 註
1. ↑  “Quickfacts.census.gov”. 2023年12月26日閲覧。
2. ↑  SC City Nicknames Guide. SCIWAY. 2013年6月23日閲覧.
3. ↑  Anderson Downtown Historic District. Department of Archives and History, State of South Carolina. 2013年7月11日閲覧.
4. 1 2  About the City. City of Anderson. 2013年7月11日閲覧.
5. ↑  Greenville Spartanburg Int'l. (Form 5010) Airport Master Record. Federal Aviation Administration. 2013年5月2日. 2013年6月8日閲覧.
6. ↑  Flight Schedule. GSP International Airport. 2013年6月8日閲覧.
7. ↑  Anderson Regional. (Form 5010) Airport Master Record. Federal Aviation Administration. 2013年6月27日. 2013年7月12日閲覧.
8. ↑  Crescent. Amtrak. 2013年1月14日. 2013年6月8日閲覧.
9. ↑  Anderson, SC. Greyhound. 2013年7月13日閲覧.
10. ↑  Transit Routes. Neighborhood and Transit Services Division, City of Anderson. 2013年7月13日閲覧.
11. ↑  Clemson Area Transit Bus Routes. Clemson Area Transit. 2013年7月13日閲覧.
12. ↑  History. Anderson University. 2013年7月13日閲覧.
13. ↑  Academics. Anderson University. 2013年7月13日閲覧.
14. ↑  Best Colleges 2013: Regional University South Rankings. p.3. U.S. News & World Report. 2012年. 2013年7月13日閲覧.
2013年版（2012年発行）では21位であった。
15. ↑  Census of Population and Housing: 1790-2010. U.S. Census Bureau.
16. ↑  Smith-Miles, Charmaine. Anderson, sister city join hands. Anderson Independent Mail. E.W. Scripps. 2009年7月30日.